# Guarda-mor do rei
O guarda-mor do rei, ou guarda-mor do Corpo do Rei, era um oficial da Coroa de Castela e da Casa Real Portuguesa cuja função era proteger o monarca e comandar a sua guarda pessoal.

## História
Alguns autores, ao falar deste cargo, afirmam que era mais "honorífico que efectivo", embora Jaime de Salazar y Acha assinale que talvez fosse assim durante o último período da Baixa Idade Média, mas não nos seus começos, já que numa primeira instância a segurança do rei estava nas mãos do seu alferes, mas este por sua vez possivelmente delegaria essa responsabilidade noutro oficial de patente inferior que possivelmente, com o decorrer dos séculos, evoluiria até passar a ser, na opinião desse historiador, o oficial conhecido como guarda-mor do rei.
Quando no século XIII o cargo de alferes do rei foi monopolizado por membros da alta nobreza, como os Lara e os Haro, assim como por jovens membros da realeza, e até por meninos de tenra idade, a protecção do rei ficou nas mãos do seu guarda-mor. O cargo é mencionado pela primeira vez no reinado de Sancho IV de Castela. Na Crónica deste monarca, o nobre português Esteban Pérez Florián é mencionado como "guarda do Rei", e noutro documento de 1290 Diego Gómez de Roa é mencionado como "guarda-mor de nosso Corpo".
Cerca do ano de 1424, o cargo de guarda-mor passou a ser partilhado por dois indivíduos, ainda que se desconheça se foi porque já então se teria convertido num título mais «honorífico que efectivo», ou porque se alternavam para o exercer. No entanto, é certo que em 1447, durante o reinado de João II de Castela, e segundo consta num dos livros de assentos do seu reinado, vários indivíduos ocupavam o cargo de guarda-mor do rei, que já se tinha convertido em hereditário para várias famílias do reino, recebendo 20.000 maravedis anuais em conceito de salário.

## Funções

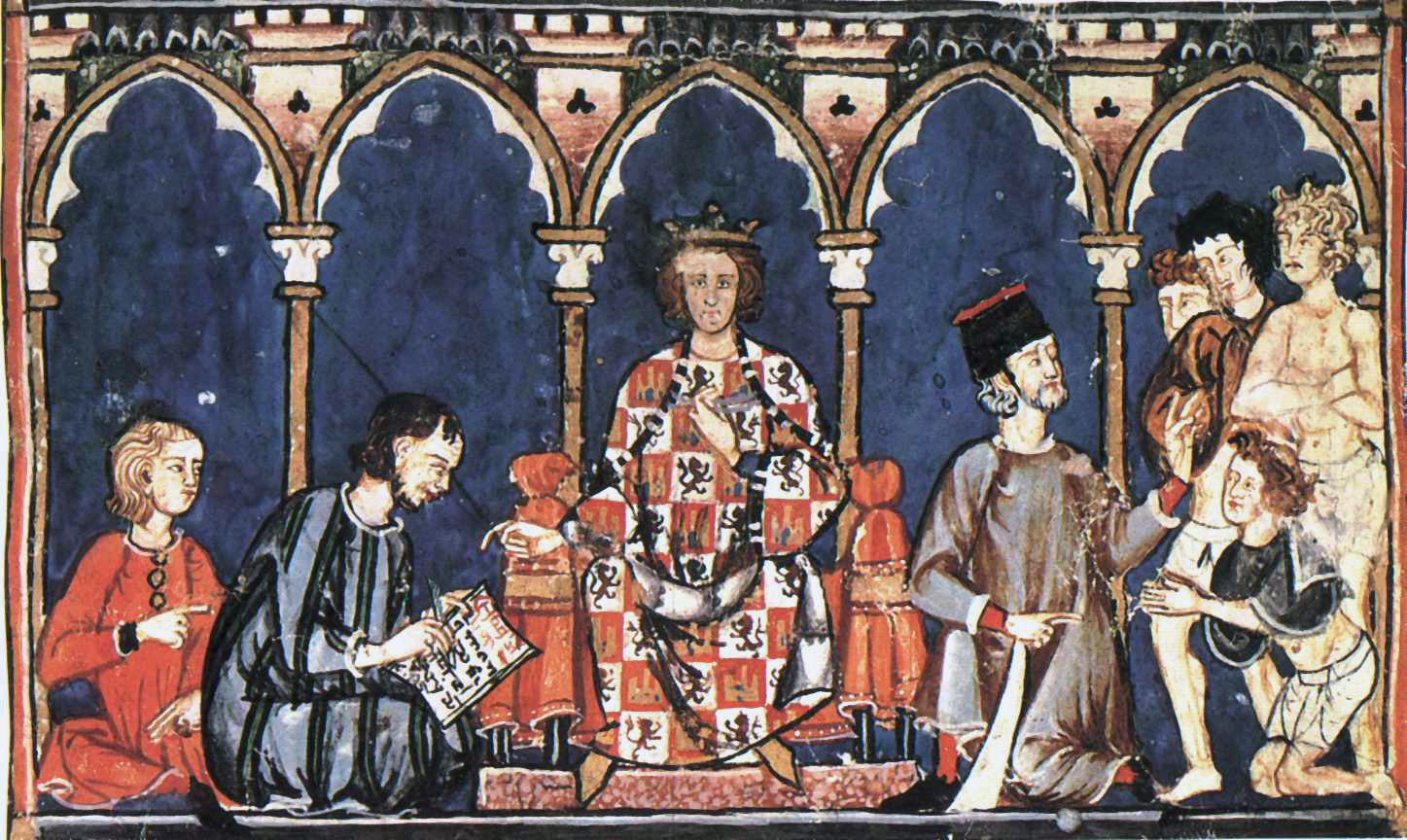
Miniatura medieval que representa o rei Afonso X e a sua Corte. Libro de los juegos.

No reinado de Afonso X de Castela, como assinalou Manuel González Jiménez, o guarda-mor do rei era o responsável pela segurança do rei e da sua família, na Corte ou no seu palácio, achando-se às suas ordens um pequeno grupo de homens entre os quais se contavam vinte besteiros de Infantaria e outros dez a cavalo, que protegiam a Corte ou o lugar onde se encontrasse o monarca, ainda que outros vinte cavaleiros e um número similar de escudeiros a pé estivessem encarregados da protecção do monarca e de seus familiares.
Outras obrigações do guarda-mor do rei eram:
- Comandar a guarda pessoal que protegia ao rei.
- Coordenar tudo o relativo à segurança do monarca e encarregar-se da sua organização.
- Cooperar com outros oficiais da Corte como os justiças-mores da Casa Real ou os alguacis-mores do rei, que tinham a seu cargo algumas tarefas policiais e de ordem pública dentro da Corte.[5]

## Guardas-mores do rei

### Reinado de Sancho IV de Castela (1284-1295)

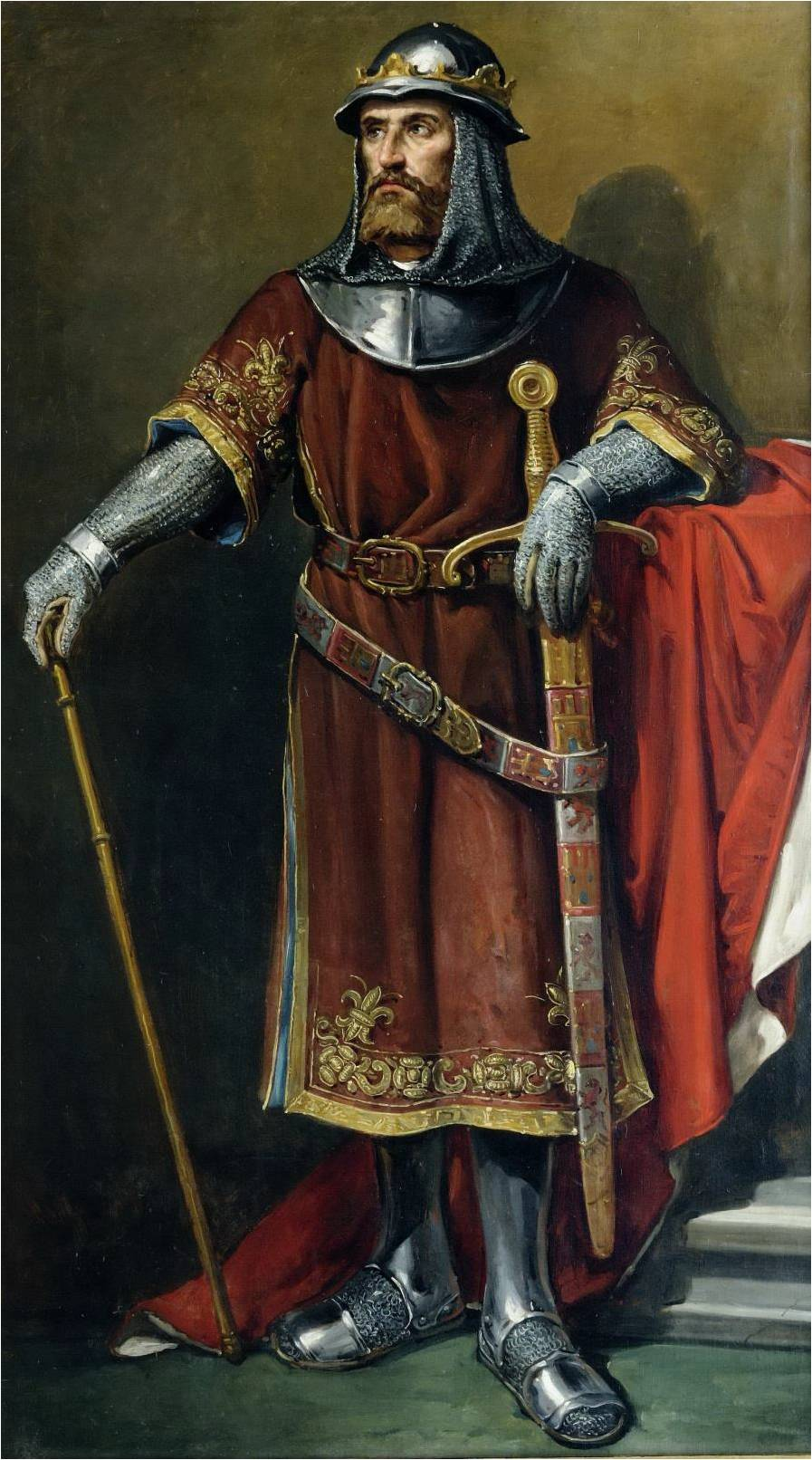
Retrato imaginário do rei Sancho IV de Castela. José María Rodríguez de Losada. (Prefeitura de León).

- (1286) Esteban Pérez Florián.[6] Também foi meirinho-mor de León e Astúrias, alcaide de Serpa e Mora e tenente das fortalezas de San Esteban de Gormaz, Castrojeriz, Fermoselle e Trastámara.[7]
- (1290) Diego Gómez de Roa. Também foi tenente de grande comendador de Castela e Leão na Ordem de São João de Jerusalém.[6]
- (1291) Fernán Pérez de Andrade.[6]
- (1293-1294) Sancho Sánchez de Ulloa. Foi um nobre castelhano da família Ulloa,[6] sendo também senhor de Ulloa e de Monterroso[8] e reposteiro-mor do rei Sancho IV de Castela.[9]

### Reinado de Afonso XI de Castela (1312-1350)
- (1327) Juan Martínez de Leiva. Foi senhor de Leiva, Banhos, Corunha e Valdescaray,[10] meirinho-mor de Castela,[11] guarda e camareiro-mor do rei Afonso XI de Castela, meirinho-mor de Vizcaya, cavaleiro da Ordem da Banda, prestameiro-mor de Vizcaya, notário-mor das mordomias rodadas e mordomo-mor da infanta Leonor de Castela, irmã de Afonso XI e posteriormente rainha consorte de Aragão por seu casamento com o rei Afonso IV de Aragão.[12]
- (1327-1340) Alonso Jofre Tenorio. Foi senhor de Moguer, almirante de Castela, guarda-mor do rei, alcaide de Sevilha e alguacil-mor de Toledo, e era filho de Diego Alfonso Tenorio, tesoureiro-mor do rei, e de Aldonza Jofre de Loaysa.[10] E morreu combatendo contra os muçulmanos numa batalha naval livrada no Estreito de Gibraltar em 1340.[10]
- (1350) Lope Díaz de Cifuentes. Rico-homem castelhano e senhor de Almansa Era filho de Diego Ramírez de Cifuentes,[10] adiantado-mor de Leão e de Astúrias e senhor de Almanza e Cifuentes,[13] e de Leonor Fernández de Saldaña.[10]

### Reinado de Pedro I de Castela (1350-1369)
- (1350) Gutier Fernández de Toledo. Foi senhor de Anamella, camareiro-mor de Pedro I de Castela e também seu reposteiro e guarda-mor.<[10]
- (1351) Fernán Pérez Calvillo. Foi senhor de Cotillas, alcaide das sacas do reino de Múrcia [14] nos territórios compreendidos desde Vejas até Ontur, alcaide do rei e seu guarda-mor,[15]  e tenente do adiantado-mor deste reino em nome de Martín López de Córdoba, mestre das ordens de Alcântara e Calatrava. Era filho de Hernán Calvillo, senhor de Cotillas, e de Teresa García.[14]
- (1352) Segundo Díaz Martín,em Fevereiro de 1352, Gómez Pérez de Toledo,[15] que foi alguacil-mor de Toledo,[14] era guarda-mor às ordens do guarda-mor do rei,[15] embora Jaime de Salazar y Acha assinale que esse autor talvez tenha confundido o pai com o filho e que na realidade o guarda-mor do rei nesse momento era Día Gómez de Toledo, filho de Gómez Pérez e senhor de Casarrubios, Valdepusa e Malpica, notário-mor do reino de Toledo e alcaide-mor da dita cidade.[14]
- (1353) Pedro González de Mendoza. Foi um nobre castelhano da Casa de Mendoza, filho de Gonzalo Yáñez de Mendoza e de Juana de Orozco.[16] Foi senhor de Hita e Buitrago, entre outras muitas vilas, mordomo-mor do rei João I de Castela,[16] e ocupou o cargo de adiantado-mor de Castilla entre finais de 1365 e princípios de 1366.[17]Gran dobla ou dobla de a diez de Pedro I de Castela, filho e sucessor de Afonso XI, cunhada em Sevilha em 1360. (M.A.N., Madri).

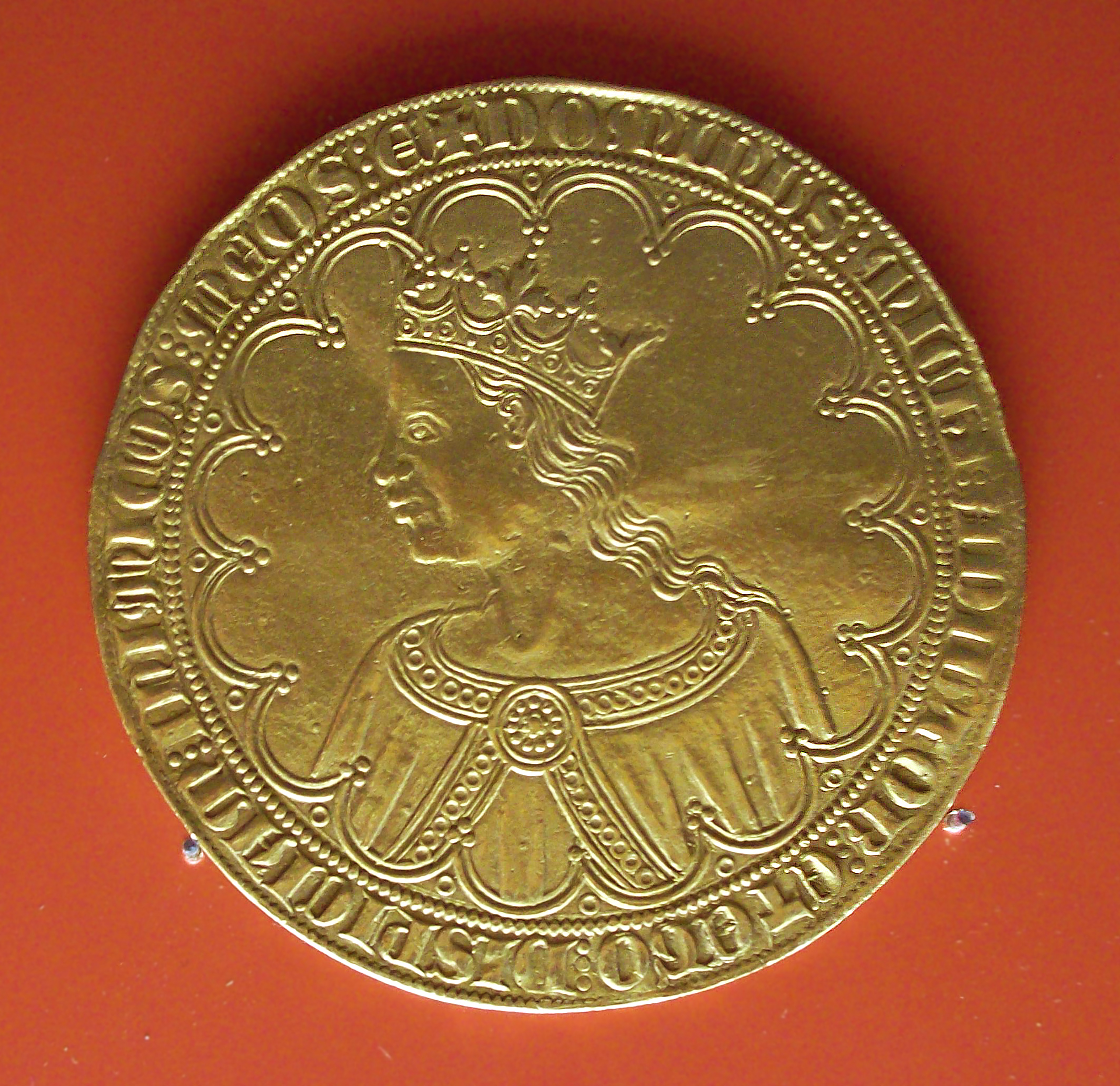
Gran dobla ou dobla de a diez de Pedro I de Castela, filho e sucessor de Afonso XI, cunhada em Sevilha em 1360. (M.A.N., Madri).

- (1354) Juan Rodríguez de Cisneros. Há referência de ter ocupado o cargo em dezembro de 1354.[15] Foi um

rico-homem castelhano, foi senhor da Casa de Viduerna e também de Castrillo e Guardo, Guarda-mor do rei, e adiantado e meirinho-mor de Leão e Astúrias. E era filho de Arias González de Cisneros, rico-homem de Castela, e de Mencía de Manzanedo.
- (1355-1356) Fernán Pérez Portocarrero. Em inícios de Outubro de 1355 já era guarda-mor do rei, ocupando o cargo pelo menos até meados de Outubro de 1356.[19] Foi senhor de Pinto, adiantado-mor de Castela,[20] guarda-mor do rei e oficial da escudela do rei, sendo era filho de Martín Fernández Portocarrero e de Inés Pardo.[21]
- (1361-1368) Men Rodríguez de Biedma. Adoptou o nome de Men Rodríguez de Benavides depois de ser designado herdeiro dos bens da Casa de Benavides por seu primo, Juan Alfonso de Benavides,[22] que era filho de Juan Alfonso de Benavides e de Teresa Alonso Godínez, e foi mordomo-mor da rainha Branca de Bourbon e justiça maior da Casa do rei, entre muitos outros cargos,[23] e foi ainda senhor de Santisteban del Puerto, La Mota, Tenorio, Mayela, Estiviel e Ardiles, caudilho-mor do Bispado de Jaén e capitão-geral da fronteira no ano 1360.[22]
- (1368) Gonzalo González Dávila. Em 1368 era guarda-mor do rei, segundo consta num privilégio rodado emitido a 26 de Maio desse mesmo ano. Luis Vicente Díaz Martín assinala que essa foi a única ocasião em que um guarda-mor do rei figurou entre os confirmantes de um documento desse género.[24]
- (1368-1369) Men Rodríguez de Biedma.[22]

### Reinado de Henrique II de Castela (1369-1379)

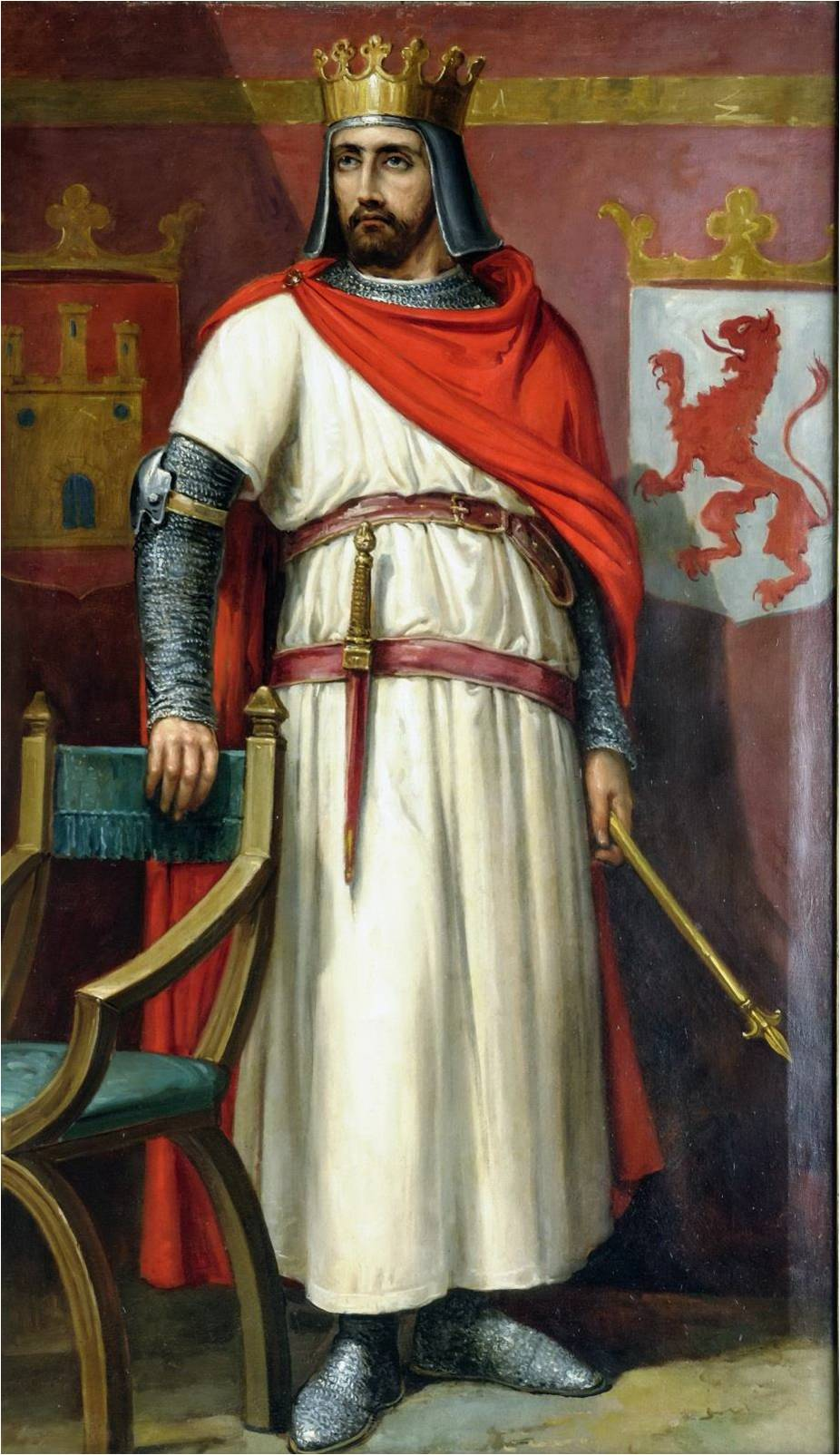
Retrato fantasioso de Henrique II de Castela. José María Rodríguez de Losada. (Ayuntamiento de León).

- (1369-1379) Men Rodríguez de Biedma.[22][25]
- (1370-1374) Fernão Sanches de Tovar. Foi senhor de Astudillo, Castroponce, Los Gelves e do Aljarafe de Sevilha,[22] e ocupou os cargos de adiantado-mor de Castela,[17] almirante de Castela, guarda-mor do rei e Alcaide entregador da Mesta.[22] Morreu de peste em 1384, durante o cerco de Lisboa, e era filho de Ruy Fernández de Tovar e de Elvira Ruiz Cabeza de Vaca.[22]
- (1375-1379) Sancho Fernández de Tovar. Era filho do anterior e de Isabel de Padilla, tendo-se casado com Teresa de Toledo. Foi senhor de Cevico de la Torre e guarda-mor dos reis Henrique II, João II e Henrique III de Castela III.[26][25]

### Reinado de João I de Castela (1379-1390)
- (1379-1381) Men Rodríguez de Biedma. Segundo Jaime de Salazar e Acha, ocupou o cargo de guarda-mor do rei ao longo de vários reinados e até o ano 1381.[22] No entanto, Francisco de Paula Canas Gálvez afirma que o fez somente até 1380.[25]
- (1379-1390) Sancho Fernández de Tovar.[26][25]
- (1380) Íñigo Ortiz de Zúñiga.[25] Foi senhor de Alesanco, camareiro-mor da rainha Branca de Borbón e alcaide-mor de Sevilla, e era filho de Diego López de Zúñiga, senhor de Alesanco, e de Teresa Hurtado de Mendoza. Salazar e Acha, baseando-se na Crónica do rei Dom Pedro, afirma que foi guarda-mor da rainha Branca de Borbón em 1361.[27]
- (1386) Pedro Rodríguez de Fonseca.[25] Possuía em Portugal os senhorios de Mora, Casiano e Condacunto, entre outros, sendo ainda alcaide do Castelo de Olivença, estalajadeiro-mor do rei João I de Castela e de seu filho Henrique III,[28] guarda-mor do rei João I de Castela,[25] e selador-mor do mesmo monarca.[29] E era filho do cavaleiro português Rui Pires da Fonseca e de Inés de Acuña.[30]

### Reinado de Henrique III de Castela (1390-1406)
- (1390-1394) Sancho Fernández de Tovar.[26][25]

### Guardas-mores a partir do século XV
Desde este século várias famílias ocuparam o cargo hereditariamente e de forma simultânea:
- Os Tovar, senhores de Cevico de la Torre.
- Os Mendoza, senhores de Almazán.
- Os Fonseca, senhores das tercias de Badajoz.
- Os Estúñiga, senhores de Alesanco.
- Os Osorio, condes de Trastâmara.
- Os Acuña, condes de Buendía.
- Os Manuel, senhores de Belmonte de Campos e descendentes do rei Fernando III de Castela.

## Guardas-mores da rainha
- (1361) Íñigo Ortiz de Zúñiga, mencionado anteriormente. Em 1361 era guarda-mor da rainha D. Branca de Borbón, esposa de Pedro I de Castela.[27]

## Bibliografía
- Cañas Gálvez, Francisco de Paula (2011), «La Casa de Juan I de Castilla: aspectos domésticos y ámbitos privados de la realeza castellana a finales del siglo XIV (ca. 1370-1390)», Madrid: Universidad Complutense: Servicio de Publicaciones y Departamento de Historia Medieval, En la España medieval, ISSN 0214-3038 (34): 133-180, consultado em 2 de Novembro de 2014
- Díaz Martín, Luis Vicente (1987), Los oficiales de Pedro I de Castilla 2ª ed. , Valladolid: Secretariado de Publicaciones de la Universidad de Valladolid
- González Jiménez, Manuel (2006–2007), «La corte de Alfonso X el Sabio» (PDF), El Puerto de Santa María: Cátedra Alfonso X el Sabio, Alcanate: Revista de estudios Alfonsíes, ISSN 1579-0576 (5): 13-130, consultado em 5 de Janeiro de 2014
- Jular Pérez-Alfaro, Cristina (1990),  Servicio de Publicaciones de la Universidad de León y Consejería de Cultura y Turismo de la Junta de Castilla y León, ed., Los adelantados y merinos mayores de León (siglos XIII-XV), ISBN 84-7719-225-1, Biblioteca de Castilla y León: nº 12 de la Serie Historia 1ª ed. , León: Gráficas Celarayn S.A.
- Orella Unzué, José Luis (1984), «Los orígenes de la Hermandad de Guipúzcoa (las relaciones Guipúzcoa-Navarra en los siglos XIII-XIV)» (PDF), San Sebastián: Sociedad de Estudios Vascos, Cuadernos de Sección. Historia-Geografía, ISSN 0212-6397: 25-100, consultado em 12 de Setembro de 2013
- Pardo de Guevara y Valdés, Eduardo (2005), «De las viejas estirpes a las nuevas hidalguías. El entramado nobiliario gallego al fin de la Edad Media» (PDF), La Coruña: Asociación cultural de Estudios históricos de Galicia, Nalgures, ISSN 1885-6349 (3): 263-278, consultado em 1 de Novembro de 2014
- Pardo de Guevara y Valdés, Eduardo (2012),  Fundación cultural de la Nobleza Española y Consejo Superior de Investigaciones Científicas, ed., De linajes, parentelas y grupos de poder: aportaciones a la historia social de la nobleza bajomedieval gallega (PDF), ISBN 978-84-939737-2-8 1ª ed. , Madrid: Gráficas Alberdi
- Salazar y Acha, Jaime de (2000),  Centro de Estudios Políticos y Constitucionales, ed., La casa del Rey de Castilla y León en la Edad Media, ISBN 978-84-259-1128-6, Colección Historia de la Sociedad Política, dirigida por Bartolomé Clavero Salvador 1ª ed. , Madrid: Rumagraf S.A.